# Гленвілл (Північна Кароліна)
Гленвілл (англ. Glenville) — переписна місцевість (CDP) в США, в окрузі Джексон штату Північна Кароліна. Населення — 155 осіб (2020).

## Географія
Гленвілл розташований за координатами 35°10′17″ пн. ш. 83°7′35″ зх. д. / 35.17139° пн. ш. 83.12639° зх. д. (35.171268, -83.126487).  За даними Бюро перепису населення США в 2010 році переписна місцевість мала площу 3,48 км², з яких 3,46 км² — суходіл та 0,02 км² — водойми.

## Демографія
Згідно з переписом 2010 року, у переписній місцевості мешкало 110 осіб у 60 домогосподарствах у складі 32 родин. Густота населення становила 32 особи/км².  Було 235 помешкань (68/км²).
Расовий склад населення:
| - 94,5 % — білих - 5,5 % — осіб інших рас |

До двох чи більше рас належало 0,0 %. Частка іспаномовних становила 12,7 % від усіх жителів.
За віковим діапазоном населення розподілялося таким чином: 6,4 % — особи молодші 18 років, 63,6 % — особи у віці 18—64 років, 30,0 % — особи у віці 65 років та старші. Медіана віку мешканця становила 55,3 року. На 100 осіб жіночої статі у переписній місцевості припадало 115,7 чоловіків;  на 100 жінок у віці від 18 років та старших — 123,9 чоловіків також старших 18 років.
Цивільне працевлаштоване населення становило 22 особи. Основні галузі зайнятості: науковці, спеціалісти, менеджери — 40,9 %, сільське господарство, лісництво, риболовля — 36,4 %.